# 케플러-70
케플러-70은 백조자리에 위치한 항성이다. 2012년에 새로이 발견된 천체이다.

## 설명
케플러-70은 백조자리 방향으로 지구로부터 약 3,600 광년 떨어진 곳에 위치하고 있으며 2019년에 케플러-70b라는 지구형 행성에 속하는 외계 행성을 거느리고 있는 것이 확인된 항성이다. 케플러-70은 과거에는 주계열성의 단계에 있다가 약 1,840만 년 전에 적색거성으로 팽창하였으며 이후 B형 준왜성으로 쇠퇴하여 지금에 이른다. 케플러-70은 현재는 태양계의 항성인 태양보다 더 작은 크기가 되었지만 온도가 더 뜨겁고 밝으며 추후엔 백색왜성으로 쇠퇴할 것으로 보이고 주계열성 시절에는 B형 주계열성이였을 것으로 추측되는 항성이다.

## 같이 보기
- 백조자리
- 항성